# 斯维亚托斯拉夫·弗谢沃洛多维奇 (弗拉基米尔)
斯维亚托斯拉夫·弗谢沃洛多维奇（俄语：Святослав Всеволодович，1196年3月27日—1252年2月3日），诺夫哥罗德王公（1200年~1205年，1207年~1210年），佩列亚斯拉夫王公（1228年~1238年），弗拉基米尔大公（1246年~1248年在位)。
斯维亚托斯拉夫·弗谢沃洛多维奇是弗拉基米尔大公弗谢沃洛德·尤里耶维奇（大窝）第6子，1200年被父亲安置到诺夫哥罗德当王公。5年后，他的哥哥康斯坦丁·弗谢沃洛多维奇取代了他的位置；但斯维亚托斯拉夫在1207年又重返诺夫哥罗德。
1228年斯维亚托斯拉夫·弗谢沃洛多维奇去佩列斯拉夫尔当王公。1238年，蒙古人入侵罗斯；斯维亚托斯拉夫与其他王公一起参加了反抗蒙古人的战争。在西蒂河战役中，由尤里二世·弗謝沃洛多維奇大公率领的罗斯军队被蒙古宗王拔都决定性地击败。蒙古人从此开始了对俄罗斯长达300年的统治。
1246年雅罗斯拉夫二世·弗谢沃洛多维奇大公去世后，斯维亚托斯拉夫·弗谢沃洛多维奇从金帐汗国获得封诰，得以继承弗拉基米尔大公公位。但是在1248年，他的公位被莫斯科王公米哈伊尔·雅罗斯拉维奇·霍罗布里特（雅罗斯拉夫二世之子）夺走。米哈伊尔·雅罗斯拉维奇不久死亡，其弟安德烈·雅罗斯拉维奇获得弗拉基米尔；斯维亚托斯拉夫·弗谢沃洛多维奇于是去汗国觐见拔都（1250年），希望能要回大公公位，但未能如愿。
斯维亚托斯拉夫·弗谢沃洛多维奇的余生在虔诚的祈祷和忏悔中度过。他去世于1252年，遗体葬于圣殉教者格奥尔吉教堂。
| 前任： 雅罗斯拉夫·弗拉基米罗维奇     | 诺夫哥罗德王公 1200~1205   | 繼任： 康斯坦丁·弗谢沃洛多维奇          |
| 前任： 康斯坦丁·弗谢沃洛多维奇       | 诺夫哥罗德王公 1207~1210   | 繼任： 姆斯季斯拉夫·姆斯季斯拉维奇      |
| 前任： 弗谢沃洛德·康斯坦丁诺维奇     | 佩列亚斯拉夫王公 1228~1238 | 繼任： 无                               |
| 前任： 雅罗斯拉夫二世·弗谢沃洛多维奇 | 弗拉基米尔大公 1246~1248   | 繼任： 米哈伊尔·雅罗斯拉维奇·霍罗布里特 |